# سترادونیتسه (ناحیه کلادنو)
سترادونیتسه (به چکی: Stradonice) یک منطقهٔ مسکونی در جمهوری چک است که در شهرستان کلادنو واقع شده‌است.